# NGC 3187
NGC 3187 é uma galáxia espiral barrada (SBc/P) localizada na direcção da constelação de Leo. Possui uma declinação de +21° 52' 26" e uma ascensão recta de 10 horas, 17 minutos e 47,7 segundos.
A galáxia NGC 3187 foi descoberta em 1850 por William Parsons.